# Værkmestergade
Værkmestergade er en bygade i Aarhus der går fra Ringgadebroen og Ringgaden i vest til gaden Spanien i øst. Den løber parallelt med jernebaneterrænet i Banegraven. Undervejs passerer den bl.a. Aarhus City Tower, Bruuns Galleri, Aarhus Hovedbanegård og Frederiks Bro.
Gaden blev anlagt i 1999 i forbindelse med omlægningen af området ved DSBs Centralværksteder, bygningen af Bruuns Galleri og kommunens administrationsbygning Jægergården. Navnet er inspireret af en stillingsbetegnelse ved DSB.